# Военная история Канады

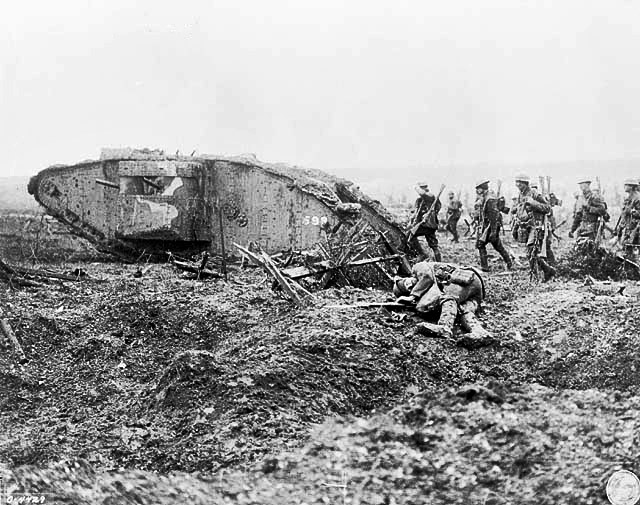
Канадские солдаты и танк в битве на гребне Вими, одной из величайших канадских военных побед.

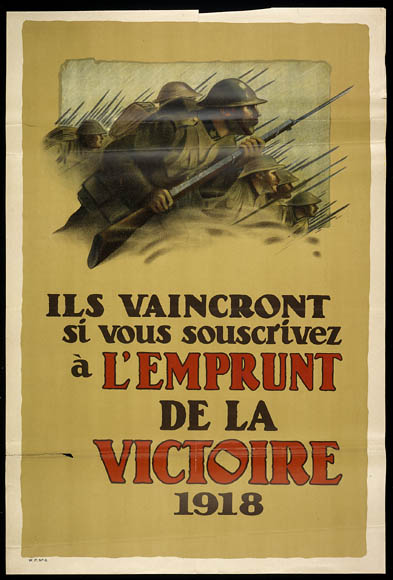
Они победят, если вы подпишетесь на заём Победы, 1918, Канада.

Военная история Канады насчитывает тысячи сражений на современной территории страны. Канадская армия также сыграла значительную роль в столкновениях и миротворческих операциях по всему миру.

## Обзор боевых действий
КВС принимали участие в следующих конфликтах:
- Англо-бурская война
- Первая мировая война
- Вторая мировая война
- Корейская война
- Силы НАТО в Германии (холодная война)
- Война в Персидском заливе
- Югославские войны
- Война в Косово
- Военная операция в Афганистане

Некоторые важные битвы, в которых принимали участие канадские вооружённые силы:
- Битва при Вими
- Битва на Сомме
- Битва за Дьеп (в Верхней Нормандии)
- Высадка в Нормандии (Джуно-бич)
- Битва у залива Святого Лаврентия
- Битва на Шельде

## Первая мировая война
В 1914 году регулярная армия насчитывает лишь 3 000 военных, но может рассчитывать на 60 000 ополченцев.
Во время Первой мировой войны 619 636 человек будут служить в Канадском экспедиционном корпусе, а 424 589 человек отправятся за море. В июле 1918 года КЭК численностью в 388 038 военных всех званий достигает наибольшей боеспособности.
Между 1914 и 1920 годами потери по всевозможным причинам составят 59 544 военных всех званий (исключая канадцев, погибших в Королевском лётном корпусе (Royal Flying Corps), Королевской военно-морской авиаслужбе (Royal Naval Air Service), Королевских военно-воздушных силах (Royal Air Force) и других союзнических силах).

## Между мировыми войнами
Канада быстро демобилизуется и планирует свести свой оборонный бюджет к минимуму; в 1933—1934 годах он достиг своего низшего уровня лишь в 13 миллионов канадских долларов. Военно-морской флот имел лишь 2 эсминца в боевом состоянии, воздушная армия насчитывала лишь 23 аппарата, ни один из которых не был в боевом состоянии, а сухопутная армия не обладала ни современными пушками, ни достаточным вооружением для тренировок.

## Суверенитет и границы территории
Канада и США являются партнёрами по проекту Командования аэрокосмической обороны Северной Америки (К. А. О. С. А.), цель которого с 1957 — защита воздушного суверенитета Северной Америки путём управления планами коммерческих и частных полётов. Также Канада привлечена американским правительством к воплощению проекта противоракетного щита с целью защиты Северной Америки от атак баллистических ракет.
Несмотря на то что правительство Канады постоянно подтверждает свою власть над всей своей территорией, некоторые места не являются общепризнанными международным сообществом как находящиеся в составе Канады. Хотя Конвенция ООН по морскому праву различает вопрос о разведывательных базах от самостоятельности стран на окружающих их территорию водах, понимание этой конвенции в Канаде и в остальных странах различно. Например, несмотря на уважение исключительной экономической зоны, некоторые государства считают воды, окружающие арктический архипелаг и представляющие собой Северо-Западный проход, свободными для всеобщего пользования. США утверждают, что Канада действует вразрез с соглашением в области моря Бофорта и Северного Ледовитого океана, распространяющейся до географического Северного полюса. Подобный конфликт существовал до 1992 между Канадой и Францией касательно исключительной экономической зоны, окружающей архипелаг Сен-Пьер и Микелон.
Некоторые участки земель оспариваются соседними с Канадой странами. Несмотря на то, что морская граница в море Баффина между Канадой и Гренландией была делимитирована по соглашению с Данией, сегодня эти две страны по-прежнему оспаривают остров Ганса в проливе Нареса, связывающем море Баффина с морем Линкольна. Канадой и США создана Комиссия международной границы для поддержания сухопутной канадо-американской границы. Однако эти страны не соглашаются друг с другом о праве владения островом Макиас-Сил в заливе Мэн.

## Современное состояние
Страдая от хронического недофинансирования, особенно в 1990-е годы, в 2004 году КВС находились на пределе своих возможностей. Есть много причин этого недофинансирования; среди них, в частности, кризис долга, подтачивающий канадские государственные финансы начиная с 1980-х годов (и во многом объясняющий отсутствие интереса к государственной обороне со стороны канадского населения и либерального правительства Жана Кретьена), географическую близость к США, которая избавляет от необходимости содержания большой армии для защиты территории, пацифистскую позицию канадского народа и, наконец, предвосхищение дивидендов мира, последовавшее сразу после холодной войны.
Это недофинансирование тем более парадоксально, что канадское правительство регулярно вовлекает КВС в миссии ООН. К тому же именно Канаде все обязаны за идею голубых касок, которая была предложена министром иностранных дел, будущим премьер-министром Лестером Б. Пирсоном как оригинальное решение для выхода из Суэцкого кризиса.
Несмотря на свою малочисленность и скудный бюджет по сравнению с другими народами, КВС сумели показать свою эффективность. Многие страны НАТО планируют провести учения с КВС в Канаде в обширных тренировочных лагерях, позволяющих имитировать настоящие боевые ситуации как для сухопутной армии, так и для авиации. Даже НАСА собирается использовать ресурсы и опыт Канады при проведении практики по зимнему выживанию для космонавтов с целью раздвинуть их границы.
Канада располагает армией, сравнимой (по вооружению) с армиями Швейцарии или Австралии. По количеству вооружения она превосходит Италию и Испанию, но по-прежнему уступает Франции из-за отсутствия авианосцев. КВС в основном используют зарубежное оборудование, привозимое из многих стран НАТО (из Европы и США) и производимое в большинстве своём по лицензии в Канаде.
Структура КВС очень похожа на структуру британских вооружённых сил. Офицеров сухопутных, военно-морских или военно-воздушных сил сначала готовят в Школе управления и вербовки Канадских вооружённых сил и частично в Королевском военном колледже Канады в Онтарио. После этого они распределяются по стране для службы по специальности. Рядовых готовят в Школе управления и вербовки Канадских вооружённых сил в гарнизоне Сен-Жан-сюр-Ришельё в Квебеке, а потом, как и в случае с офицерами, рядовые продолжают своё образование (например, в пехоте, инженерных войсках, артиллерии, механике и т. д.) в различных военных школах по всей стране. В Канаде нет различий между солдатами и унтер-офицерами. Каждый солдат начинает со звания солдата и, если обладает необходимыми качествами, заканчивает службу в звании генерал-адъютанта (самое высокое звание для неофицера).